# فرانسس آبینگتون
فرانسس فنی آبینگتون (به انگلیسی: Frances "Fanny" Abington) موسوم به فرانسس بارتون (به انگلیسی: Frances Barton) (۱۷۳۷-۱۸۱۵) بازیگر تئاتر انگلیسی بود.
آبینگتون در لندن زاده شد و نخستین حضورش بر روی صحنه را در سالن نمایش هی‌مارکت در ۱۷۵۵ تجربه نمود. او بازیگری با ذوق و استعداد بسیار بود و در ایفای نقش‌های شکسپیری سرآمد دیگران. او بیشتر نقش قهرمانان زن نمایشنامه‌های شکسپیر را بازی می‌کرد، با این وجود در طول دوران بازیگریش در چند نقش کمدی نیز ظاهر شد.